# 新四军第1师
新四军第1师，全称国民革命军新编第四军第一师，皖南事变后由苏北指挥部编成，师长粟裕，政治委员刘炎，政治部主任钟期光，下辖第1旅、第2旅、第3旅，初期为1.2万余人，后期为3.1万余人。

## 概述
新四军第一师为新四军在皖南事变后的主力部队之一。1941年2月由新四军苏北指挥部编成，随后该部征讨了降日的原国民党鲁苏皖边游击军副总指挥李长江部。4月，苏中军区成立，第1师领导机关兼军区机关，先后辖第1、第2、第3、第4、第5、第6军分区和“联抗”司令部、抗日军事政治大学第9分校等。11月，叶飞任副师长。同月，进入江都、高邮、宝应地区的第6师第18旅归第1师建制；位于江南的新四军第6师第16旅划归第1师指挥。
1942年，第一师实行主力部队地方化，陆续组建12个县独立团和3个海防团。3月，谭震林任政治委员，第1、第3、第18旅分别兼苏中军区第3、第4、第1军分区，各旅除保留1个主力团为机动兵团外，其余部队编入地方独立团，充实地方武装。10月，粟裕兼任政治委员，第一师和第六师领导机关对内合并，统一归粟裕统一指挥，对外番号不变。年底，第2旅移至苏南，与第16旅合编，仍称第16旅。1944年1月，第1师对高邮、宝应和泰县、如皋地区的日伪军发动进攻。3月进行车桥战役，打通了与淮北抗日根据地的联络。
1944年12月27日，粟裕率第7团、特务1团、特务4团和地方干部渡江南下，叶飞任第1师师长兼苏中军区司令员。1945年1月6日，粟裕率领的南下部队在浙江长兴县槐花坎地区与第16旅会合，13日成立苏浙军区。4月，叶飞率第1团、特务2团、江高独立团组成的教导旅南下会合。同时另外组建了苏中军区领导机关，不再由第1师兼。1945年，部队发展到3.1万余人。随后改编为华中野战军。